# Georgi Minczew (historyk literatury)
Georgi Minczew, bułg. Георги Минчев (ur. 21 października 1955 w Sofii) – polski i bułgarski historyk literatury bułgarskiej, paleoslawista, mediewista, slawista, nauczyciel akademicki, profesor Uniwersytetu Łódzkiego.

## Życiorys
Absolwent filologii słowiańskiej Uniwersytetu im. św. Klemensa Ochrydzkiego w Sofii (1978). Doktorat pod kierunkiem Małgorzaty Korytkowskiej (Nowe karty synajskie – głagolicki fragment z X–XI w. Pochodzenie, klasyfikacja i ich związek z Euchologium Sinaiticum i Kartami Kryłowa Uspienskiego) w 1996 na Uniwersytecie Jagiellońskim. Habilitacja w 2004 (Święta księga- ikona- obrzęd Teksty kanoniczne i pseudokanoniczne a ich funkcjonowanie w sztuce sakralnej i folklorze Słowian na Bałkanach) na Uniwersytecie Łódzkim. Od 1995 mieszka w  Polsce. Jest pracownikiem Uniwersytetu Łódzkiego w Zakładzie Filologii Słowiańskiej (obecnie Katedrze Slawistyki Południowej). Profesor nadzwyczajny – 2005,  profesor zwyczajny – 2012. Wypromował ponad stu magistrów oraz trzech doktorów. Kierował projektem badawczym pt. „Zdigitalizowany korpus słowiańskich apokryfów starotestamentowych. Paleografia, tekstologia, kodykologia”.  

## Wybrane publikacje
- (współautorzy: Małgorzata Korytkowska, Wanda Stępniak-Minczewa), Ćwiczenia z gramatyki współczesnego języka bułgarskiego: z wyborem tekstów, Łódź: Wydawnictwo Uniwersytetu Łódzkiego 1999.
- Człowiek w sferze oddziaływania obcej kultury: materiały z Międzynarodowej Naukowej Konferencji Studenckiej, Łódź 7–9 grudnia 1998 roku, red. Georgi Minczew, Łódź: Uniwersytet Łódzki. Katedra Filologii Słowiańskiej – Archidiecezjalne Wydaw. Łódzkie 2000.
- Ziemscy aniołowie niebiańscy – ludzie: anachoreci w bułgarskiej literaturze i kulturze, wybór i wstęp Georgi Minczew, Białystok: "Orthdruk" 2002.
- Święta księga, ikona, obrzęd: teksty kanoniczne i pseudokanoniczne a ich funkcjonowanie w sztuce sakralnej i folklorze prawosławnych Słowian na Bałkanach, Łódź: Wydawnictwo Uniwersytetu Łódzkiego 2003.
- Apokryfy i legendy starotestamentowe Słowian Południowych, wybór i red. Georgi Minczew, Małgorzata Skowronek, przedm. Georgi Minczew, Dejan Ajdačić, Kraków: Wydawnictwo Uniwersytetu Jagiellońskiego 2006.
- Złota moneta za słowo: bułgarskie bajki i legendy ludowe, wybór i wstęp Georgi Minczew, Łódź: Wydawnictwo Uniwersytetu Łódzkiego 2006.
- Biblia Slavorum Apocryphorum Novum Testamentum : materiały z międzynarodowej konferencji naukowej "Biblia Slavorum Apocryphorum. II. Novum Testamentum", Łódź, 15–17 maja 2009 r., pod red. Georgiego Minczewa, Małgorzaty Skowronek i Ivana Petrova, Łódź: Drukarnia Cyfrowa i Wydawnictwo "Piktor" 2009.
- Uczniowie Apostołów Słowian: Siedmiu Świętych Mężów, oprac. Małgorzata Skowronek, Georgi Minczew, Kraków: Collegium Columbinum 2010.